# Колтунова Вікторія Григорівна
Вікторія Григорівна Колтунова (нар.4 січня 1946, Одеса) — українська письменниця, сценарист, драматург, публіцист, громадський діяч.

## Біографія
Народилася в кінематографічній родині, в Одесі. Батько — класик радянської кінодраматургії — Г. Я. Колтунов. Дід, Я. І. Колтунов був актором. 
Мае двох дітей Максима Колтунова та Сергія Котунова .
Закінчила 4-річну школу-студію кіноактора і Одеський держуніверситет ім. Мечникова.
У 1990 р. відкрила власну фірму з виробництва документальних фільмів і 12 років нею успішно керувала. Коли ж відмовилася платити черговий внесок міліцейській мафії за непотрібну їй «кришу», вступила з нею в боротьбу і перемогла.
Була першою жінкою-підприємцем в Україні, яка відмовилася від міліцейської «криші» і домоглася порушення кримінальної справи відносно посадових осіб міліції, які займалися рекетом підприємств. Боротьба тривала три роки, з побиттям, погонями і іншими елементами детективу. Історія перемоги Вікторії була висвітлена в центральних газетах і на ТБ. А вона написала про це книгу. В результаті цих публікацій Кабмін України ухвалив Постанову про заборону арешту рахунків підприємств до порушення кримінальної справи, що призвело до демократизації становлення середнього бізнесу в Україні.
Після цього з теми кіно в журналістиці перейшла на правозахисні і політичні теми.
Протягом трьох років вела боротьбу за збереження Одеської кіностудії художніх фільмів. Завдяки її численним статтям в пресі на тему «приватизації» Одеської кіностудії, а також інтенсивному листуванню з владою, вдалося затягнути процес акціонування студії з періоду Кучми до періоду Ющенка, що дало можливість зберегти її офіційний статус.
Кінцевим підсумком цієї боротьби стало прийняття Верховною Радою Закону про збереження за Одеською кіностудією статусу фільмотворчого підприємства. Кіностудія в Одесі була збережена.
З 2002 року веде в газеті «Контраст» (Київ), відділ культури і мистецтва. Постійно висвітлює театральні та кінофестивалі в Україні, Росії і Грузії. Її рецензії на кіно- і театральні постановки відрізняються глибиною аналізу, тонким розумінням театральної і кіноспецифіки, скрупульозним дослідженням творчості драматургів і режисерів для кожного спектаклю.
У 1985 році написала статтю про необхідність дубляжу іноземних фільмів не на російську мову, а на українську,  та перехід  вищої освіти в Україні на навчання українською мовою. До 1991 р. цю статтю "Суржик починає і... хто виграє?" ніхто не наважувався надрукувати, тільки у 1991-му її опублікувала  одеська молодіжна газета "Комсомольська іскра". Після, вже 2005 року передрукувала київська газета "Контраст".
У листопаді-грудні 2004 року наодинці здійснила поїздку по гарячих точках Донецької області з агітацією за «помаранчеву владу». Закінчила поїздку участю у виборчій комісії в місті Торезі. За активну участь у «Майдані-2004» нагороджена штабом Помаранчевої революції Почесним знаком «Гвардія революції» (№ 4279).

## Творчість
Працювати в кіно почала змалку — знялася в дитячому фільмі «Чорна чайка» в одній з головних ролей, і тоді ж прочитала на Ленінградському обласному радіо своє оповідання — фантастику «Стрибнути на Місяці».
Автор кількох сотень публікацій про кіно і театр, надрукованих в різних спеціалізованих та загальних виданнях. Автор трьох п'єс, дві з яких йшли в її власній постановці в пересувному дитячому театрі, а третя в Одеському театрі юного глядача.
Займалася перекладами поезії Федеріко Гарсіа Лорки.
У 2005 році поставила 40-хвилинний документальний фільм «Прощання з Михайлом Кацем», а потім, 40-хвилинний документальний фільм «Від порту до порту», присвячений темі культурного співробітництва України і Туреччини, який три роки демонструвався в Стамбулі на усіх виставках і презентаціях.
Авторка трьох дитячих п'єс, які йшли в Одесі, кінороману «Історія одного дому та його мешканців», двох детективів — «Знайшов ти його, Діоген?» і «Скільки я повинна заплатити за те, щоби сісти у тюрму» і близько сотні новел.
Документальний фільм Вікторії "Одеса. Листопад 2004 " і газетний репортаж «Донецьк, Донбас, ми любимо вас!» з гарячих точок Донецької області, надрукований, крім українських газет, ще в США і Австралії, узяті до Музею Києво-Могилянської академії як виставковий матеріал.
В американську газету «To the point» прийшли численні відгуки на репортаж «Донецьк, Донбас …» і подяка Вікторії Колтуновій від української діаспори штату Каліфорнія «… за сприяння побудові в США шляхетного, романтичного образу України».
Друкувалася в багатьох виданнях України, Росії, Канади, Ізраїлю та США.

## Журналістська і громадська діяльність
Крім того, що Вікторія Колтунова пише статті на правозахисну тематику, після виходу матеріалу в світ вона веде спілкування з владою, домагаючись результатів, прийнятих по її статтям.
Так, антирейдерська стаття «Дядю Вітєчко, а ну віддай!» була надрукована в газетах: «2000», «Україна кримінальна», «Свобода істини» та ін. Публікація змусила рейдерів піти на мирні переговори з героєм статті, Деслотовим. Йому було повернуто його майно, кримінальну справу стосовно нього закрито.
У результаті виходу в світ статті «Як полковник у прапорщика квартиру стирив» і перемовин авторки з військовими інстанціями, прапорщик Алексєєв С. І., «афганець», бомжувавший по зйомних квартирах 11 років, отримав в Одесі трикімнатну квартиру на вулиці Затонського, 70.
В результаті публікації «Падіння в безодню», Кабмін ухвалив рішення побудувати в Одесі притулок для бомжів.
В результаті публікації «Люди чи тварини?», вперше в Україні було порушено кримінальну справу за фактом масового вбивства собак.
В результаті публікації «Сатана там править бал» (про рейдерське захоплення будівлі Спілки театральних діячів) і півтора рокам її роботи з правоохоронними органами, розпочато розслідування по незаконному захопленню будівлі.
Після виходу в світ її журналістського розслідування «Вогнепальна викрутка як винахід прокурора Заперченко», був випущений на свободу Володимир Шпора, який просидів у в'язниці 5 років за вбивство, що скоїв інший.
Стаття «Фак одеського правосуддя», що пройшла по багатьох ресурсах в Україні та за кордоном привернула увагу польського Сейму і на свободу вийшов польський журналіст А. Орлов, який просидів в одеському СІЗО 5,5 років без провини і винесення вироку.
Вперше в Україні був написаний уїдливий фейлетон на конкретних суддів, «Одеські судові хроніки», який отримав широкий резонанс.
У 2018 підтримала звернення Європейської кіноакадемії на захист ув'язненого у Росії українського режисера Олега Сенцова.
Статті Вікторії Колтунової часто слугували претекстами для демократичних перетворень в Україні.
Аналітичні статті В. Колтунової на соціальні та інші теми відрізняються вивіреною літературної відточеністю стилю, мови і композиції. Кожна її стаття — це досконалий публіцистичний твір.
Академік Міжнародної літературно-мистецької академії України, Член Міжнародної федерації журналістів, Національної спілки журналістів України, Національної спілки кінематографістів України, Національної Спілки театральних діячів України, Спілки письменників Росії (відділення С-Петербургу), Південно-руської спілки письменників України, Конгресу літераторів України, Міжрегіональної спілки письменників України, Міжнародного комітету захисту прав людини при ООН.

## Нагороди
- Диплом Російсько-Італійської Академії мистецтв Ферроні «За внесок у світове мистецтво»
- Медаль Міжнародного комітету захисту прав людини «Почесна ступінь відмінності» (№ 001)
- Почесний знак «Гвардія Помаранчевої революції» (№ 4279)
- «Почесний знак» Національної Спілки журналістів України
- «Почесний диплом» Міжнародної співдружності письменницьких організацій слов'янських країн «За вагомий внесок у розвиток літературного процесу і зміцнення міжнародних творчих зв'язків»
- «Почесна грамота» і «Лист подяки» Міжнародного співтовариства письменницьких спілок слов'янських країн «За вагомий внесок в розвиток літературного процесу в Україні»
- Почесна грамота банку «Південний» за гостроту і актуальність розробки статей на економічну тематику
- Лауреат літературної премії ім. поета-шістдесятника Юрія Каплана
- Неодноразовий лауреат Міжнародного літературного фестивалю «Слов'янські традиції» в номінації «Мала проза» (перше і друге місця)
- Лауреат літературної премії альманаху «Свій варіант» за кращу публікацію 2012 року
- «Подяка» відділення Міжнародного комітету захисту прав людини в Одеській області «За активну участь у захисті прав людини»
- «Почесний диплом» редакції Всеукраїнського кіножурналу «Єралаш в Україні» за високий професіоналізм при проведенні майстер-класів по кінокритиці в дитячому оздоровчому таборі «Артек», сезон 2013 р.
- Гран-прі міжнародного конкурсу «Сузір'я духовності» за Книгу року-2017, кінороман «Історія одного дому та його мешканців»
- Диплом Європейського конгресу літераторів (Чехія) за кінороман «Історія одного дому та його мешканців» 2017 р.
- Диплом журналу "Мировое содружество" (Франція, Росія) "За выдающийся вклад в мировую литературу". 2019 р.
- Диплом переможця конкурсу кіносценаріїв за кіносценарій  фільму "Шафа". Канада-Німеччина.  2020 р.
- Лауреат Міжнародного конкурсу ім.де Рішельє в номінації "Бриллиантовый Дюк" за оповідання "Ромашковый ветер" та за "Видатний вклад в сучасну  літературу". 2020р.
- Диплом "За літературну майстерність",  та 1 місце в номінації "Проза" на Міжнародному літературному конкурсі  "Сузір,я духовності" , Київ, 25.12.2020 р.
- Диплом - перше місце в номінації "проза" Міжнародного конкурсу  ім. Дюка де Рішельє за оповідання "Свободу радикалам!" 2021 р.
- Диплом Міжнародної Академії ЛМК, (літератури, мистецтва, комунікацій), "За внесок у розвиток літератури народів світу та видатні творчі досягнення". Україна-Німеччина. 10.15.2022р.
- Диплом лауреата Міжнародного конкурсу ім. Дюка де Рішельє в номінації "Книга року" за збірку антивоених оповідань та есе про кіно.  Україна-Німеччина. 2023 р.
- Диплом "За відданість ідеалам миру" ім. Анатолія Мозжухіна. Міжнародний літературний конкурс «Сузір'я духовності». 2024 р.
- Літературна медаль ім. Джека Лондона. Сан-Франціско. США. 04.01.2025р.